# Oiclus desirade
Espèce
Oiclus desirade est une espèce de scorpions de la famille des Diplocentridae.

## Distribution
Cette espèce est endémique de l'île de la Désirade en Guadeloupe. Elle se rencontre dans le sud et le nord de l'île.

## Description
La femelle holotype mesure 27,57 mm et les femelles paratypes mesurent de 27,04 mm à 30,17 mm.
Le mâle adulte n’est pas connu.

## Systématique et taxinomie
Cette espèce a été décrite par Ythier et Ramage en 2025.

## Étymologie
Son nom d'espèce lui a été donné en référence au lieu de sa découverte, l'île de la Désirade.

## Publication originale
- Ythier & Ramage, 2025 : « Synopsis of the scorpions (Scorpiones: Buthidae, Diplocentridae) of Guadeloupe, Lesser Antilles, with description of a new species of Oiclus Simon, 1880 from La Désirade » Faunitaxys, vol. 13, no 23, p. 1-12 (texte intégral) (en).